# 圣西斯笃堂 (皮亚琴察)
圣西斯笃堂（San Sisto）是一个罗马天主教教堂，文艺复兴风格，位于意大利北部艾米利亚-罗马涅大区皮亚琴察。

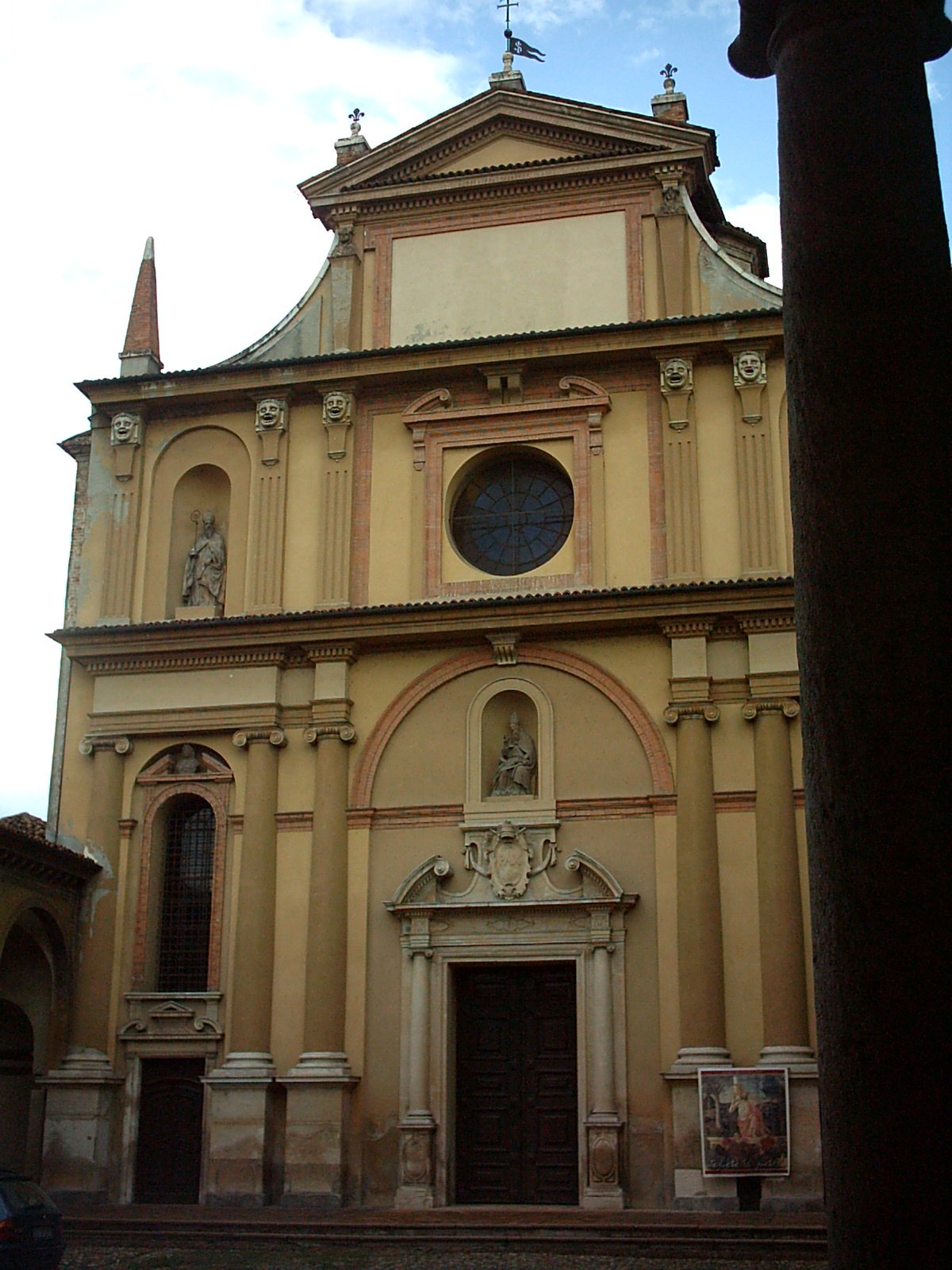
立面

## 历史
教堂和相邻的修道院和医院由神圣罗马帝国皇帝路易二世的皇后建于874年。她曾被流放数年，但在882年被允许返回意大利，成为本笃会修女院的院长。修道院因获得捐赠而变得富有起来。几个世纪以来，几个男修会和女修会争夺对这个修道院的控制权，直到1425年分配给本笃会。
立面直到1591年才完成。
相邻的文艺复兴风格的修道院（1591-1596）由军方拥有，不对游客开放。
在中殿的尽头，唱经楼有拉斐尔的《西斯廷圣母》的复本。